# 分段圣训
分段圣训 (阿拉伯语：‎) 是伊本·萨拉赫 (英語：Ibn al-Salah) 将 "马克图" (阿拉伯语：‎) 定义为属于先知同伴继任者 (英語：Tabi') 的叙述的圣训，无论是该继任者的声明、行动或其他。